# Drakbåts-EM för landslag 2018
Drakbåts-EM för landslag 2018 anordnades av EDBF i Brandenburg an der Havel i Tyskland den 23–26 augusti. Distanserna var 200 meter, 500 meter, 1 000 meter och 2 000 meter. Det tävlades i dam-, mixed- och open-klasser på junior-, U24-, senior- och master-nivå.

## Medaljtabell
| Pl.    | Nation         | Guld | Silver | Brons | Totalt |
| ------ | -------------- | ---- | ------ | ----- | ------ |
| 1      | Tyskland       | 32   | 21     | 8     | 62     |
| 2      | Ukraina        | 26   | 17     | 6     | 48     |
| 3      | Ungern         | 10   | 5      | 5     | 20     |
| 4      | Italien        | 6    | 13     | 15    | 34     |
| 5      | Sverige        | 4    | 1      | 7     | 12     |
| 6      | Moldavien      | 2    | 5      | 2     | 9      |
| 7      | Ryssland       | 2    | 1      | 10    | 14     |
| 8      | Storbritannien | 0    | 10     | 14    | 24     |
| 9      | Tjeckien       | 0    | 4      | 7     | 11     |
| 10     | Irland         | 0    | 4      | 0     | 4      |
| 11     | Nederländerna  | 0    | 1      | 1     | 2      |
| 12     | Cypern         | 0    | 0      | 3     | 3      |
| 13     | Serbien        | 0    | 0      | 2     | 2      |
| 14     | Polen          | 0    | 0      | 1     | 1      |
| 15     | Spanien        | 0    | 0      | 1     | 1      |
| NP     | Frankrike      | 0    | 0      | 0     | 0      |
| NP     | Schweiz        | 0    | 0      | 0     | 0      |
| NP     | Armenien       | 0    | 0      | 0     | 0      |
| Totalt | Totalt         | 82   | 82     | 82    | 246    |

## Medaljsammanfattning 20-manna

### Premier
| Klass                  | Guld     | Silver         | Brons          |
| 200m, premier herrar   | Tyskland | Ukraina        | Storbritannien |
| 500m, premier herrar   | Ukraina  | Tyskland       | Storbritannien |
| 1 000m, premier herrar | Ukraina  | Tyskland       | Storbritannien |
| 2 000m, premier herrar | Ukraina  | Storbritannien | Tyskland       |
| 200m, premier damer    | Tyskland | Storbritannien | Ukraina        |
| 500m, premier damer    | Tyskland | Storbritannien | Ukraina        |
| 1 000m, premier damer  | Tyskland | Ukraina        | Italien        |
| 2 000m, premier damer  | Tyskland | Ukraina        | Storbritannien |
| 200m, premier mixed    | Tyskland | Ukraina        | Storbritannien |
| 500m, premier mixed    | Tyskland | Ukraina        | Storbritannien |
| 1 000m, premier mixed  | Tyskland | Storbritannien | Ukraina        |
| 2 000m, premier mixed  | Tyskland | Ukraina        | Storbritannien |

### U24
| Klass             | Guld     | Silver   | Brons    |
| 200m, U24 mixed   | Tyskland | Ukraina  | Italien  |
| 1 000m, U24 mixed | Ukraina  | Italien  | Tyskland |
| 2 000m, U24 mixed | Ukraina  | Tyskland | Italien  |

### U18
| Klass             | Guld      | Silver    | Brons          |
| 200m, U18 mixed   | Tyskland  | Moldavien | Storbritannien |
| 500m, U18 mixed   | Moldavien | Tyskland  | Storbritannien |
| 1 000m, U18 mixed | Moldavien | Tyskland  | Ungern         |
| 2 000m, U18 mixed | Ungern    | Tyskland  | Moldavien      |

### Senior A
| Klass                   | Guld     | Silver   | Brons    |
| 200m, senior A herrar   | Tyskland | Ukraina  | Tjeckien |
| 500m, senior A herrar   | Ukraina  | Tyskland | Tjeckien |
| 1 000m, senior A herrar | Ukraina  | Tjeckien | Tyskland |
| 2 000m, senior A herrar | Ukraina  | Tyskland | Tjeckien |
| 200m, senior A damer    | Tyskland | Irland   | Italien  |
| 500m, senior A damer    | Tyskland | Irland   | Italien  |
| 1 000m, senior A damer  | Tyskland | Irland   | Italien  |
| 2 000m, senior A damer  | Tyskland | Irland   | Italien  |
| 200m, senior A mixed    | Tyskland | Ukraina  | Tjeckien |
| 500m, senior A mixed    | Tyskland | Ukraina  | Tjeckien |
| 1 000m, senior A mixed  | Ukraina  | Tyskland | Ryssland |
| 2 000m, senior A mixed  | Ukraina  | Tyskland | Ryssland |

### Senior B
| Klass                   | Guld     | Silver         | Brons          |
| 200m, senior B herrar   | Ukraina  | Storbritannien | Ryssland       |
| 500m, senior B herrar   | Ukraina  | Storbritannien | Ryssland       |
| 1 000m, senior B herrar | Ukraina  | Tyskland       | Ryssland       |
| 2 000m, senior B herrar | Ryssland | Ukraina        | Storbritannien |
| 200m, senior B mixed    | Tyskland | Storbritannien | Ukraina        |
| 500m, senior B mixed    | Tyskland | Italien        | Nederländerna  |
| 1 000m, senior B mixed  | Tyskland | Ukraina        | Italien        |
| 2 000m, senior B mixed  | Ukraina  | Tyskland       | Italien        |

## Medaljsammanfattning 10-manna

### Premier
| Klass                  | Guld     | Silver  | Brons    |
| 200m, premier herrar   | Tyskland | Ukraina | Sverige  |
| 500m, premier herrar   | Tyskland | Ukraina | Italien  |
| 2 000m, premier herrar | Italien  | Ungern  | Ukraina  |
| 200m, premier damer    | Ungern   | Ukraina | Tjeckien |
| 500m, premier damer    | Ukraina  | Italien | Ungern   |
| 2 000m, premier damer  | Ukraina  | Ungern  | Italien  |
| 200m, premier mixed    | Sverige  | Ukraina | Tyskland |
| 500m, premier mixed    | Ukraina  | Italien | Sverige  |
| 2 000m, premier mixed  | Ukraina  | Italien | Sverige  |

### U24
| Klass              | Guld    | Silver   | Brons    |
| 200m, U24 herrar   | Ukraina | Tyskland | Sverige  |
| 500m, U24 herrar   | Ukraina | Tyskland | Sverige  |
| 2 000m, U24 herrar | Ukraina | Italien  | Tyskland |
| 200m, U24 damer    | Ukraina | Tyskland | Italien  |
| 500m, U24 damer    | Ukraina | Italien  | Tyskland |

### U18
| Klass              | Guld     | Silver    | Brons          |
| 200m, U18 herrar   | Italien  | Moldavien | Tyskland       |
| 500m, U18 herrar   | Italien  | Ungern    | Moldavien      |
| 2 000m, U18 herrar | Italien  | Moldavien | Ungern         |
| 200m, U18 damer    | Tyskland | Moldavien | Ungern         |
| 500m, U18 damer    | Tyskland | Ungern    | Storbritannien |
| 2 000m, U18 damer  | Tyskland | Moldavien | Ungern         |

### Senior A
| Klass                   | Guld    | Silver         | Brons    |
| 200m, senior A herrar   | Ukraina | Tyskland       | Sverige  |
| 500m, senior A herrar   | Ukraina | Tyskland       | Italien  |
| 2 000m, senior A herrar | Ukraina | Sverige        | Cypern   |
| 200m, senior A damer    | Sverige | Storbritannien | Ungern   |
| 500m, senior A damer    | Sverige | Storbritannien | Ryssland |
| 2 000m, senior A damer  | Sverige | Storbritannien | Ryssland |
| 200m, senior A mixed    | Ungern  | Italien        | Serbien  |
| 500m, senior A mixed    | Ungern  | Nederländerna  | Serbien  |
| 2 000m, senior A mixed  | Ungern  | Italien        | Spanien  |

### Senior B
| Klass                   | Guld     | Silver   | Brons          |
| 200m, senior B herrar   | Ungern   | Tyskland | Ryssland       |
| 500m, senior B herrar   | Ungern   | Tyskland | Ryssland       |
| 2 000m, senior B herrar | Ungern   | Tyskland | Ryssland       |
| 200m, senior B damer    | Tyskland | Italien  | Storbritannien |
| 500m, senior B damer    | Tyskland | Italien  | Storbritannien |
| 2 000m, senior B damer  | Italien  | Tyskland | Storbritannien |
| 200m, senior B mixed    | Italien  | Ungern   | Sverige        |
| 500m, senior B mixed    | Ungern   | Italien  | Cypern         |
| 2 000m, senior B mixed  | Ungern   | Italien  | Cypern         |

### Senior C
| Klass                   | Guld     | Silver   | Brons    |
| 200m, senior C herrar   | Tyskland | Ryssland | Polen    |
| 500m, senior C herrar   | Ryssland | Tjeckien | Tyskland |
| 2 000m, senior C herrar | Tyskland | Ukraina  | Tjeckien |
| 200m, senior C damer    | Tyskland | Tjeckien | Italien  |
| 2 000m, senior C damer  | Tyskland | Tjeckien | Italien  |